# Prezident Itálie

Vlajka prezidenta Italské republiky

Prezident Italské republiky je hlava státu Itálie a zastupuje národní unii. Jeho mandát trvá 7 let.
Dvanáctým italským prezidentem je od 3. února 2015 Sergio Mattarella, člen Demokratické strany.

## Sídlo
Oficiálním sídlem prezidenta republiky je Prezidentský palác (italsky Quirinale) v Římě.

## Náležitosti pro zvolení
- Italská státní příslušnost
- Minimální věk 50 let
- Mít občanská a politická práva

## Volba nového prezidenta
Dvě komory parlamentu zvolí prezidenta, volby se účastní tři zástupci každé italské oblasti (jeden z Valle d'Aosta). Ve prvních třech kolech hlasování je potřeba 2/3 hlasů pro schválení, v následujících hlasováních je potřeba 50 % hlasujících. Parlament volí nového prezidenta při plenárním zasedání v Camera dei Deputati. Po volbě přísahá nový prezident před celým parlamentem. 
Prezidentský mandát trvá 7 let, pokud prezident nerezignuje, kdy pak probíhá nová volba.

## Pravomoci a povinnosti prezidenta
Prezident Italské republiky nemá ve státě faktickou moc, má pouze reprezentativní funkce. Italská ústava uvádí všechny pravomoce a povinnosti italského prezidenta:
- Jmenovat a přijímat diplomaty
- Ratifikovat mezinárodní smlouvy
- Konat oficiální zahraniční návštěvy
- Vyhlašovat válku
- Navrhovat pět emeritních senátorů
- Svolávat parlamentní komory
- Rozpouštět parlamentní komory
- Vyhlašovat volby
- Podepisovat zákony schválené parlamentem
- Vracet zákony zpátky parlamentu, aby je upravil (pokud mu parlament vrátí zákon bez úprav, musí ho schválit)
- Vyhlašovat referenda
- Po volbách jmenovat prezidenta Rady Ministrů, nového premiéra státu, a s ním ministry nové vlády
- Přijmout přísahu nové vlády
- Přijmout demisi úřadující vlády
- Předsedat Nejvyšší radě obrany
- Být nejvyšším velitelem ozbrojených sil
- Předsedat Nejvyšší radě úředníků
- Udělovat milost

Italská ústava uvádí, že ministr nebo premiér musí podepsat každé prezidentské nařízení. To omezuje moc prezidenta republiky.

## Prezidentský mandát
Prezidentský mandát trvá 7 let. V posledních šesti měsících (bílý semestr) svého mandátu nesmí prezident užívat své moci. Mandát může skončit také:
- dobrovolnou demisí
- smrtí
- nemocí, přechodně
- vážnou nemocí, trvale
- sesazením

Předešlí prezidenti nosí titul Presidente Emerito della Repubblica (Emeritní prezident republiky) a stávají se doživotními senátory.
Předseda senátu zastává funkce prezidenta, pokud není žádný zvolen.